# سوزی کندال
سوزی کندال (انگلیسی: Suzy Kendall؛ زادهٔ ۱ ژانویهٔ ۱۹۴۴) هنرپیشه اهل بریتانیا است.
از فیلم‌ها یا برنامه‌های تلویزیونی که وی در آن نقش داشته‌است می‌توان به گلوله آتشین، پرنده‌ای با بال‌های بلورین، تنه، و تعرض اشاره کرد.